# Лидл България
„Лидл България ЕООД енд Ко“ КД е българско предприятие за търговия на дребно със седалище в Равно поле, община Елин Пелин, част от германската верига от дискаунтъри „Лидл“.
Предприятието е създадено през 2003 година и започва оперативната си дейност през 2010 година, превръщайки се бързо в една от основните вериги за търговия на дребно в страната. Към 2021 година има над 3 хиляди служители, обем на продажбите 1,57 милиарда лева и чиста печалба 74,2 милиона лева. Към септември 2023 година експлоатира 107 магазина в 50 населени места, както и два логистични центъра.